# HMS Barösund (19)
HMS Barösund (19), även MUL 19, var en minutläggare i svenska marinen som togs i tjänst 1956. Fartyget hette MUL 19 tills 1985 då den fick sitt nuvarande namn Barösund. Hon var stationerad på östkusten.